# Pregunta coletilla
Es conocida en inglés como question tag o tail question,  es una estructura gramatical en que un enunciado declarativo o imperativo se convierte en un fragmento interrogativo (coletilla o adición).
Los tag questions son usuales en el idioma inglés, y en lenguas celtas, aunque en forma más simple aparecen en la mayoría de las lenguas.
Por ejemplo, en la frase en inglés: You are John, aren't you?, 
( español: Eres John, ¿no eres tú? )
Cambiando el pronombre de positivo a negativo.
el enunciado You are John, se convierte en una pregunta con la coletilla aren't you?
El término question tag es generalmente preferido por los gramáticos británicos, mientras que sus contrapartes estadounidenses prefieren el término tag question.